# Gastrosaccus roscoffensis
Gastrosaccus roscoffensis är en kräftdjursart som beskrevs av Mihai Bacescu 1970. Gastrosaccus roscoffensis ingår i släktet Gastrosaccus och familjen Mysidae. Inga underarter finns listade i Catalogue of Life.